# Homo arabicus
Espèce
Homo arabicus est un taxon obsolète inventé en 1825 par Jean-Baptiste Bory de Saint-Vincent, naturaliste français qui a contribué à la constitution du racisme scientifique au XIXe siècle,,,. Il est censé désigner une espèce du genre Homo.

## Description
Bory de Saint-Vincent affirme que cette "espèce" désigne les hommes de l’espace linguistique où l’arabe est dominant, ceux localisés au Sahel et sur les plateaux éthiopiens, en Andalousie et au Nord de Madagascar ; il la divise en deux "races" :
- la "race atlantique" (ou occidentale) composée des Berbères et des Atlantes disparus ;
- la "race adamique" (ou orientale) composée des anciens Égyptiens, des Phéniciens et des Arabes (dont les Hébreux)[5].